# دیه‌قره‌بلاغ
دیه‌قره‌بلاغ (به لاتین: Dəyəqarabulaq) یک منطقه مسکونی در جمهوری آذربایجان است که در شهرستان گدابیگ واقع شده است. دیه‌قره‌بلاغ ۲۰۱۶ نفر جمعیت دارد.